# Сварочный агрегат

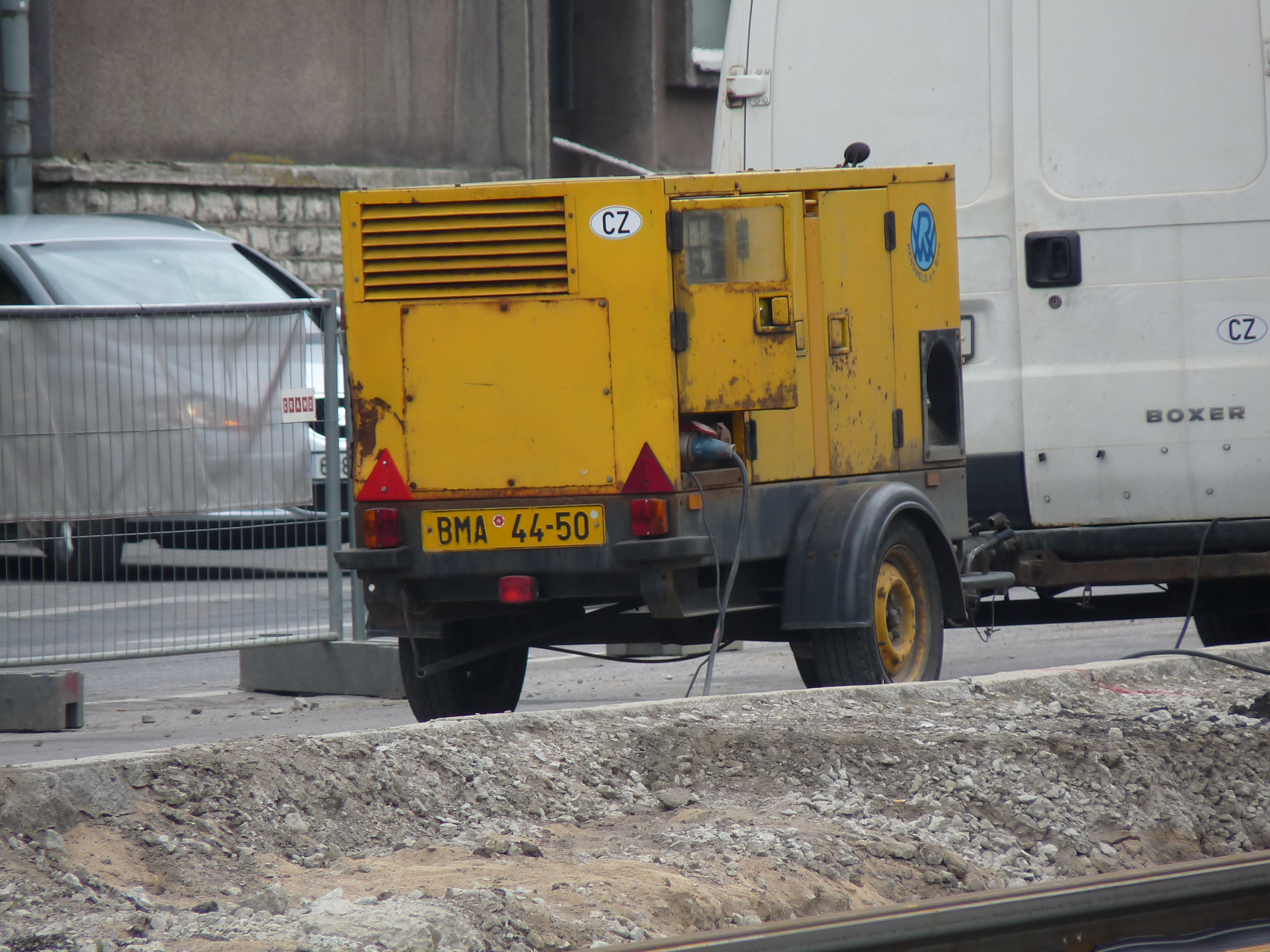
Сварочный агрегат — прицеп

Сва́рочный агрега́т — передвижная электростанция, вырабатывающая электрический ток для электродуговой сварки или резки.

## Описание
Двигатель внутреннего сгорания приводит во вращение электрический генератор, электрический ток подводится к сварочному электроду, происходит сварка или резка металлов.
Сварочные агрегаты могут иметь дополнительные узлы: генератор для питания электроприборов, блок сушки электродов, систему регулирования сварочного тока, блок снижения электрического напряжения холостого хода, приспособление для воздушно-плазменной резки (ВПР), а также блок прогрева бетона, мёрзлого грунта, льда на реках.
Сварочные агрегаты получили широкое распространение при проведении сварочных работ в полевых условиях, при недоступности промышленных электросетей.
Иногда сварочным агрегатом не совсем правильно называют генераторные установки, имеющие привод не от автономного двигателя внутреннего сгорания, а от коробки отбора мощности автомобиля или от вала отбора мощности трактора. Правильней такую технику будет называть сварочной приставкой, так как полной автономности у неё нет.